# Prawo równoważności fotochemicznej Einsteina-Starka
Prawo równoważności fotochemicznej (Einsteina-Starka) głosi, że absorpcja jednego fotonu powoduje zajście pierwotnego procesu (fizycznego lub chemicznego) w jednej cząsteczce absorbującej substancji.